# Феррит висмута
Феррит висмута (BiFeO3, также известен как BFO в научной литературе) — это неорганическое соединение со структурой перовскита и один из перспективных мультиферроиков. При комнатной температуре BiFeO3 принадлежит пространственной группе R3c. Он синтезируется в объёмной или тонкопленочной форме, каждая из которых имеет антиферромагнитную (упорядочение G-типа) температуру точки Нееля и сегнетоэлектрическую[что?] температуру точки Кюри. Сегнетоэлектрическая поляризация достигает значений 90-95 мкКл/см2 и происходит вдоль псевдокубического направления.

## Способы получения
Феррит висмута в природе не встречается. Синтезируется разными методами:

### Классический способ
При классическом способе синтеза оксид висмута (Bi2O3) и оксид железа (Fe2O3) в соотношении 1:1 смешиваются в ступке или шаровой мельнице и затем обжигаются при высокой температуре. Летучесть висмута и относительная стабильность фаз Bi25FeO39 (силленит) и Bi2Fe4O9 (муллит) снижают чистоту и нарушают стехиометрию[что?] получаемых материалов. Обжиг обычно проводят при температурах 800—880 °C с выдержкой при максимальной температуре 5-60 минут с последующим быстрым охлаждением. Избыток Bi2O3 позволяет компенсировать летучесть висмута и предотвратить образование Bi2Fe4O9.

### Рост одиночного кристалла
Феррит висмута плавится инконгруэнтно, но он может быть выращен из расплава, богатого оксидом висмута (например, смесь 4:1:1 Bi2O3, Fe2O3, Bi2O3 при приблизительно 750—800 °C). Высокое качество одиночных кристаллов активно использовалось для изучения свойств феррита висмута.

### Химические способы
Для получения чистой фазы BiFeO3 используются пути химического синтеза на основе золь-гель[что?] технологии, модифицированный метод Печини и гидротермальный синтез. Преимуществом химических способов является гомогенность исходных смесей (прекурсоров) и уменьшенная потеря висмута из-за гораздо более низких температур. В золь-гель технологии аморфную массу прокаливают при 300—600 °C для удаления органических остатков и для содействия кристаллизации фазы перовскита BiFeO3. Недостатком является то, что полученный порошок должен спекаться при высокой температуре, чтобы получить плотный поликристалл.

### Тонкие плёнки
Импульсное лазерное осаждение (PLD) является очень распространённым путём для получения эпитаксиальных плёнок BiFeO3, и обычно используются подложки SrTiO3 с электродами SrRuO3. Напыление, осаждение металлорганических соединений из газовой фазы (MOCVD), атомно-слоевое осаждение (ALD) и химическое осаждение растворов также являются методами получения эпитаксиальных тонких плёнок феррита висмута. Помимо магнитных и электрических свойств феррит висмута также обладает фотоэлектрическими свойствами, который известен как фотовольтаический сегнетоэлектрический эффект (FPV).

## Применение
Будучи мультиферроиком при комнатной температуре и благодаря фотоэлектрическим свойствам, феррит висмута имеет несколько применений в области магнетизма, спинтроники и фотоэлектричества.
При эффекте FPV в сегнетоэлектрическом материале при освещении создаётся фототок, направление которого зависит от сегнетоэлектрической поляризации этого материала. Таким образом, эффект FPV имеет многообещающий потенциал в качестве альтернативы обычным фотогальваническим устройствам. Но основным препятствием является то, что в сегнетоэлектрических материалах, таких как LiNbO3, возникает очень небольшой фототок, что обусловлено его большой шириной запрещённой зоны и низкой проводимостью. В этом направлении феррит висмута показал большой потенциал, поскольку в этом материале при освещении наблюдается большой фототок. В большинстве работ, в которых используют феррит висмута в качестве фотовольтаического материала, сообщают про его тонкопленочную форму, но в нескольких докладах исследователи сформировали двухслойную структуру с другими материалами, такими как полимеры, графен и другие полупроводники. В докладе p-i-n гетеропереход был сформирован с наночастицами феррита висмута вместе с двумя несущими носителями на основе оксидов. Несмотря на такие усилия, эффективность преобразования энергии, полученная из феррита висмута, все ещё очень низкая.